# Ложнодождевик звёздчатый
Ложнодождеви́к звёздчатый, или Склеродерма многокорневая (лат. Sclerodérma polyrhízum) — несъедобный гриб-гастеромицет рода Ложнодождевик семейства Ложнодождевиковые.

## Названия
Биноминальное название Scleroderma polyrhizum Pers. дано в 1801 г. Х. Г. Персоном.
Родовое наименование гриба Scleroderma происходит от греческих слов σκληρός (scleros), твёрдый, жёсткий, и δέρμα (derma), кожа; видовой эпитет polyrhizum — от греческого πολύ (poly-), много, и ρίζα (riza), корень. Альтернативный видовой эпитет geaster происходит от греческого γη (gê), земля, и αστέρι (asteri), звезда.

## Описание
Плодовое тело 5—15 (18) см диаметром (у молодых грибов), очень плотное, шаровидное или клубневидное, иногда уплощённое или неправильной формы; до зрелости частично или полностью погружённое в субстрат; у зрелых грибов — распростёртое. Ножка отсутствуют. Основание суженное, иногда с ложной ножкой, заканчивается пучком корневидных мицелиальных волокон.
Перидий очень толстый, 3—10 мм толщиной (у сухих грибов тоньше, 1—2 мм), плотный; у молодых грибов — гладкий, желтоватый, часто покрытый беловатым пушком; у зрелых грибов — загрубелый, трещиноватый, местами — мелко-чешуйчатый, от серовато-бурого до охристого, кофейного; при надрезах становится красноватым или желтоватым; обычно покрыт прилипшей почвой, песком и мусором. При созревании раскрывается звёздчато, несколькими (4—8) толстыми, неровными лопастями и становится распростёртым, 12—30 см шириной, обнажая черноватую споровую массу. Внутренняя поверхность лопастей коричневатая или черноватая. Пустая оболочка гриба сохраняется длительное время даже после рассеивания споровой массы.
Глеба сперва плотная, беловатая, затем тёмно-серая, пурпурно-черноватая или чёрная с беловатыми или желтоватыми прожилками; с возрастом становится тёмно-ржаво-бурой или чёрной и распадается на споровый порошок. Запах и вкус невыраженные.
Споры 5—10 (14)  мкм диаметром (без орнамента), шаровидные, толстостенные, темновато-коричневые, с небольшими (0,4—0,8 мкм длиной) шипиками, частично покрытые низким сетчатым орнаментом. Пряжки присутствуют.
Цветовые химические реакции: В KOH свежая поверхность слегка желтоватая.

## Экология и распространение
Вероятно, гриб-сапрофит, хотя может образовывать микоризу. Встречается одиночно или группами по 3—4 гриба, иногда сросшихся вместе; на почве, в лиственных лесах, на бедных и нарушенных почвах (обочины дорог, канавы и т.п.), реже — в траве, на лужайках; иногда прорастает сквозь асфальт. Предпочитает глинистые и песчаные почвы. Произрастает в Евразии и Северной Америке. Теплолюбив. В США встречается с августа по ноябрь.

## Сходные виды
Подобно другим ложнодождевикам, отличается от настоящих дождевиков жёстким, кожистым перидием и черноватой глебой, которая долгое время остаётся плотной.
- По некоторым источникам[4], гриб можно принять за крупную саркосферу со вскрывшимся апотецием, но в отличие от неё внутри оболочки Scleroderma polyrhizum сохраняются следы споровой массы.
- От зрелых грибов рода Geastrum отличается отсутствием эндоперидия.
- Похожий (в раскрывшемся виде) гриб Mycenastrum corium отличается наличием тонкого белого экзоперидия, быстро распадающегося на чешуйки, и быстро пробковеющего эндоперидия, распадающегося на куски или лопасти коричневого цвета.

### Сходные родственные виды
Отличим от других ложных дождевиков благодаря своим крупным размерам, толстой неровной оболочке, которая раскрывается лопастями, и плотной, почти чёрной споровой массе. Споры частично покрыты низким сетчатым орнаментом.
В качестве наиболее похожих видов названы:
- Scleroderma flavidum, иногда рассматриваемый как форма Scleroderma cepa. Его перидий при созревании также раскрывается на несколько лопастей, но значительно тоньше (1—3 мм), трещиноватый или ареолированный, рыжевато-коричневый; плодовые тела меньше, 1,5—6 см диаметром.
- Scleroderma texense характеризуется толстым, чешуйчатым светло-коричневым перидием; в KOH его поверхность становится от желтоватой до красноватой; чаще встречается в тропиках и субтропиках.

## Пищевые качества
Несъедобный или слабо-ядовитый гриб. Может вызвать пищевое отравление, сопровождающееся тошнотой, рвотой, поносом. Симптомы появляются примерно через 30—45 минут после употребления гриба в пищу.

### Использование в традиционной медицине
Плодовые тела Scleroderma polyrhizum использовались в традиционной китайской медицине для снятия опухолей и остановки кровотечения.